# Ignaz Gulz

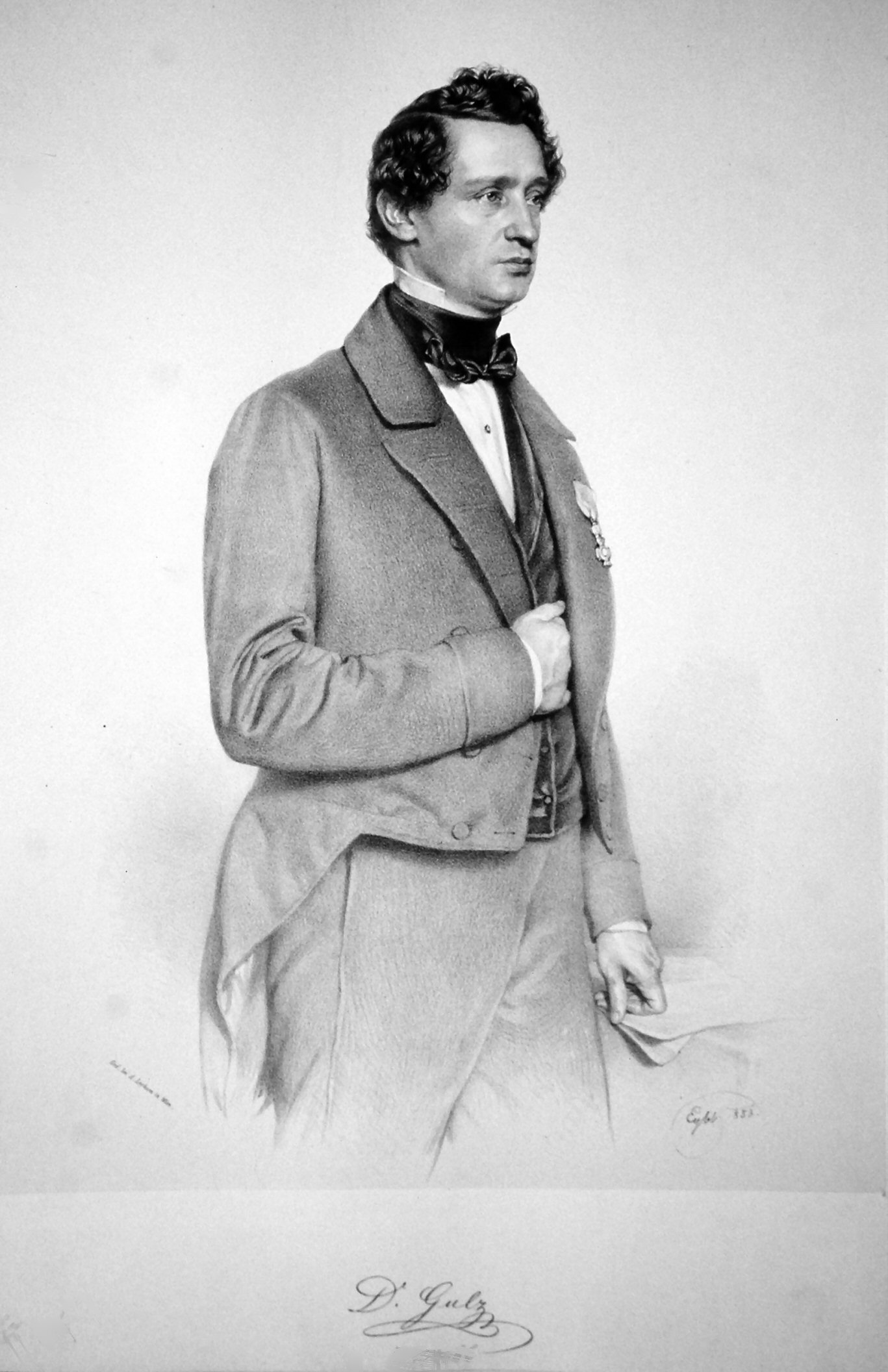
Ignaz Gulz auf einer Lithografie von Franz Eybl (1853)

Ignaz Joseph Caspar Gulz (* 8. Jänner 1814 in Domsdorf; † 2. Oktober 1874 in Wien) war ein österreichischer Augen- und Ohrenarzt.

## Leben
Ignaz Gulz stammte aus Schlesien. Seine Eltern waren Theresia Gulz, geborene Plischke, und der Bauer und Garnhändler Ignaz Gulz. Als er noch ein Kind war, übersiedelte er mit seinen Eltern von seinem Geburtsort Domsdorf auf einen Bauernhof im nahegelegenen Gurschdorf, wo er auch in die Trivialschule ging. Gulz blieb seiner schlesischen Heimat zeitlebens verbunden und kaufte sich später in Gurschdorf einen Sommerwohnsitz.
Er besuchte das Gymnasium in Reichenau an der Knieschna und begann 1831 an der Universität Prag ein Studium der Philosophie, von dem er 1833 zur Medizin wechselte. Ab 1835 studierte er an der Universität Wien weiter, wo er 1839 Doktor der Medizin und 1840 Doktor der Chirurgie wurde. Gulz war anschließend zwei Jahre lang als Assistent von Anton von Rosas an der Universitätsaugenklinik am Wiener Allgemeinen Krankenhaus tätig und wurde 1842 Magister der Augenheilkunde. Er unternahm von 1843 bis 1845 eine staatlich geförderte Studienreise durch Europa, die ihn nach Deutschland, Belgien, Frankreich, England, Schottland, Irland und in die Schweiz führte. Erzherzog Ludwig hatte sich dafür eingesetzt, dass er die Reise unternehmen konnte, allerdings hätte Anton von Rosas diese lieber seinem eigenen Sohn ermöglicht. Dies führte zu Spannungen zwischen Gulz und Rosas und ersterer sah davon ab, weiterhin eine universitäre Laufbahn in der Augenheilkunde zu verfolgen.
Ignaz Gulz eröffnete 1844 seine eigene Augenarztpraxis in Wien, die zeitweise die größte in der Stadt war. Zusätzlich behandelte er dort Ohrenerkrankungen und bereits 1845 habilitierte er sich als erster Dozent für Ohrenheilkunde der Universität Wien. Im selben Jahr bekam er den Posten des zweiten Wiener Stadtarmenarztes für Augenerkrankungen. Er heiratete 1846 Elisabeth Francesconi, eine Tochter des Eisenbahnpioniers Hermenegild Francesconi. Gulz wurde 1847 Mitglied der Gesellschaft der Ärzte in Wien. Zu seinem engsten Freundeskreis zählte der Augenarzt Ferdinand von Arlt.
Gulz entwickelte einen Ruf als einer der besten Augenärzte seiner Zeit und als Wohltäter. Er wurde 1850 nach Galizien und 1852 zu Feldmarschall Josef Wenzel Radetzky von Radetz nach Italien geschickt, um dort die ägyptische Augenentzündung zu behandeln, die in den Militärspitälern grassierte. Er hatte damit großen Erfolg. Zu seinen prominentesten Patienten als Augenchirurg zählte der erblindende Fürst von Serbien Miloš Obrenović, dem er die Sehkraft eines Auges wiederherstellte. Gulz arbeitete ab 1855 als Augenarzt in leitender Funktion (als Primararzt) erneut im Wiener Allgemeinen Krankenhaus, bis er 1857 zum ersten Wiener Stadtarmenaugenarzt ernannt wurde. Diese Funktion übte er bis zu seinem Tod aus. Mit seinem Berufskollegen Eduard Jäger von Jaxtthal vertrat er Österreich beim ersten internationalen Kongress für Augenheilkunde, der 1857 in Brüssel stattfand. Mitte der 1860er Jahre wurde er Mitglied der Deutschen Ophthalmologischen Gesellschaft und ab 1866 leitete er die Abteilung für Augen- und Ohrenkranke im Militär-Garnisonshauptspital I in Wien.
Ignaz Gulz starb 1874 im Alter von 60 Jahren und wurde auf dem Währinger Friedhof bestattet.

## Schriften
- Dissertatio inauguralis medica sistens conspectum morborum, in clinico ophthalmiatrico altero semestri anni scholastici 1838. Dissertation. Universität Wien, Wien 1839.
- Die sogenannte egyptische Augenentzündung oder der Catarrh, die Blennorrhöe und das Trachom der Bindehaut. Mit besonderer Berücksichtigung der beim Militair vorkommenden Formen. Joseph Keck & Sohn, Wien 1850.

Ignaz Gulz veröffentlichte außerdem Beiträge in der Oesterreichischen Medicinischen Wochenschrift und in den Medicinischen Jahrbüchern des kaiserlich-königlichen österreichischen Staates.

## Ehrungen
- Goldenes Verdienstkreuz mit der Krone (1850)
- Ritterkreuz des Franz-Joseph-Ordens (1867)[1]
- Straßenbenennung der Gulzgasse in Wien-Großjedlersdorf (2009)[5]